# Rana asiatica
Espèce
Synonymes
- Rana temporaria var. asiatica Bedriaga, 1898
- Rana bachtyana Kastschenko, 1909
- Rana asiatica balchaschensis Terentjev, 1923
- Rana asiatica issikkulensis Kaschkarov, 1923

Statut de conservation UICN

 LC  : Préoccupation mineure
Rana asiatica est une espèce d'amphibiens de la famille des Ranidae.

## Répartition
Cette espèce se rencontre entre 700 et 1 000 m d'altitude,  :
- dans l'ouest de la République populaire de Chine dans l'Ouest de la région autonome du Xinjiang ;
- dans le sud du Kazakhstan ;
- dans le nord du Kirghizistan.

## Publication originale
- Bedriaga, 1898  : Wissenschaftliche Resultate der von N. M.. Prezewalski unternommenen Reisen. Zoologischer Theil. vol. III, part 1 Amphibien und Reptilien. Kaiserliche Akademie der Wissenschaften (texte intégral).